# قلابچه‌ماهی دماغ‌شلاقی
 قلابچه‌ماهی دماغ‌شلاقی(نام علمی: Gigantactinidae) نام یک تیره از راسته قلابچه‌ماهی است.